# Cyathostemma siamense
Cyathostemma siamense là loài thực vật có hoa thuộc họ Na. Loài này được Utteridge mô tả khoa học đầu tiên năm 2000.